# Rose Delmar

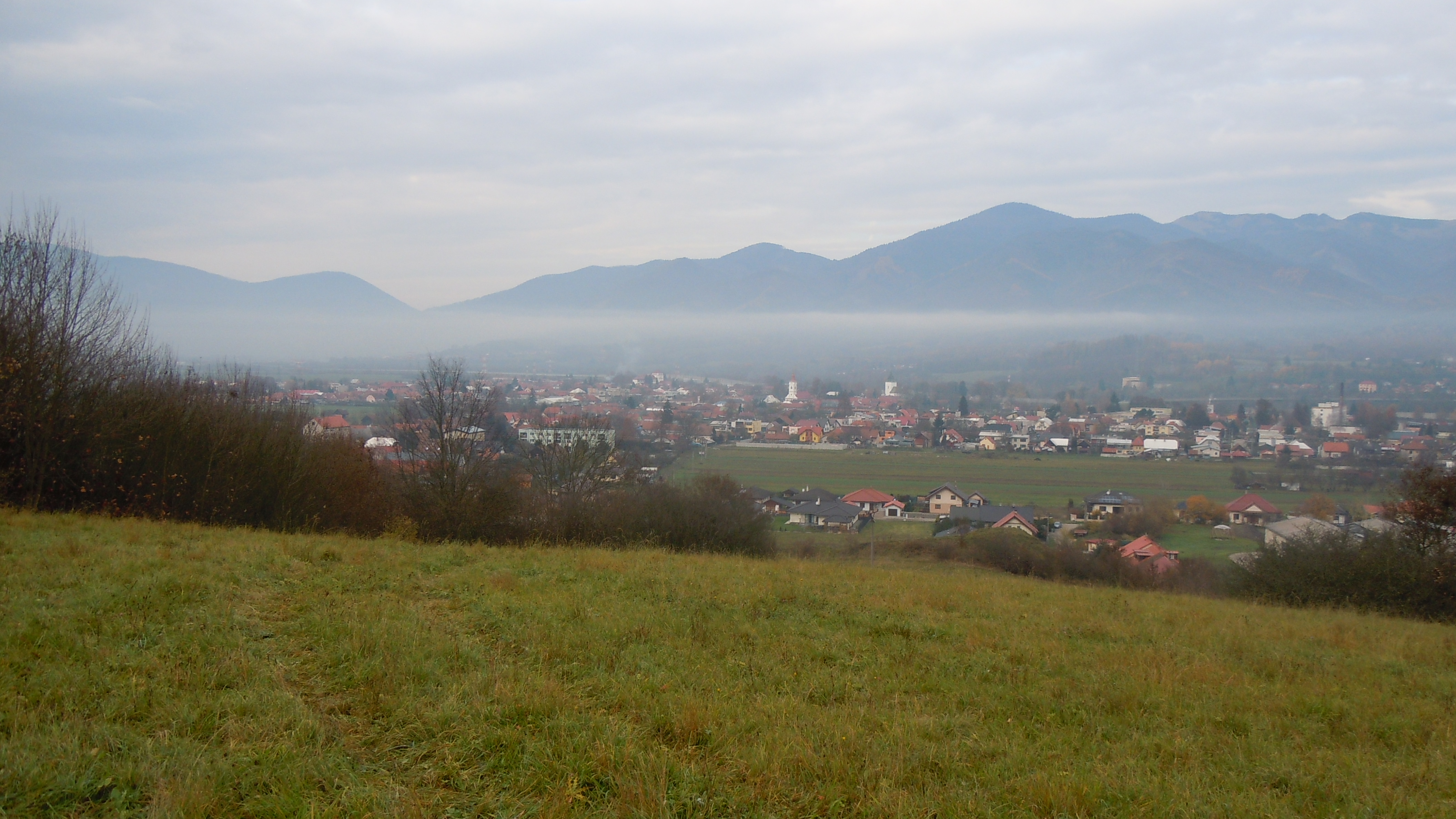
Sučany

Rose Delmar, vlastním jménem Ružena Haasová (13. září 1900 Sučany – 20. září 1968 Mnichov), byla slovenská operní pěvkyně (mezosoprán) a pedagožka.

## Život a pěvecká kariéra

### Raná léta
Narodila se na přelomu století v Sučanech, do rodiny židovského lékaře. Tehdy žilo v Sučanech cca 6 % židovských obyvatel. Doktor Šimon Haas působil jako osobní lékař Dr. Milana Hodži, předsedy vlády ČSR v letech 1935 až 1938 a mnohonásobného meziválečného ministra. Přes nesouhlas rodičů nastoupila ke studiu zpěvu na Konzervatoři ve Vídni. Tady měla i své první veřejné a rozhlasové koncerty.

### Meziválečné období
První vystoupení měla 5. srpna 1925 v Turčianském Svätém Martině, kde zpívala italské, české, německé skladby, i slovenské lidové písně. Kritika chválila její čistý a příjemný hlas. Spolu s ní koncertoval i český operní zpěvák Arnold Flögl (bas), který působil v letech 1924 až 1930 v opeře brněnského Národního divadla. V březnu 1926 zpívala Růžena Haasová roli Amneris v opeře Aida od Giuseppe Verdiho v SND Bratislava (na vlastní žádost).
Profesionální činnost začala Růžena Haasová, už pod jménem Rose Delmar, v roce 1933 v Jablonci nad Nisou v roli Carmen. S touto rolí vystoupila i v opeře Německého divadla v Brně.
V roku 1934 zpívala v Královské opeře v Bruselu (Amneris v Aidě, Dalilu v opeře Samson a Dalila a jiné party). Účinkovala i v rozhlasu a na koncertech v Belgii, v Paříži i jiných francouzských městech.
V roku 1937 zpívala v brněnském rozhlasu, v tomto roce zpívala i Azulenu v Trubadúrovi na zájezdu operního souboru SND v Piešťanech.

### Švýcarský a americký exil
Ve světě narůstalo politické napětí a hrozil válečný konflikt. Rose Delmar proto začala pravidelně účinkovat ve Švýcarsku, kde zpívala v Městském divadle v Basileji (1937–1941) mnoho mezosopránových partů (Amneris i Ulricu v Maškarním plese, Eboli ve Verdiho Donu Carlosovi, Maddalenu v Rigolettovi, Kundru ve Wagnerově Parsifalovi, Hátu v Prodané nevěstě od Smetany a další party). V roku 1938 se v Basileji vdala za Eugena Gürstera, německého spisovatele, literárního vědce a dramatika židovského původu. Měli spolu syna.
Eugen Gürster s rodinou emigroval v roku 1941 do USA . O uměleckém působení Rose Delmar ve Spojených státech amerických není mnoho informací. Vícekrát tam vystupovala na koncertních pódiích. Věnovala se i pedagogické práci a na koncertních pódiích vystupovala i se svými žáky.
Později zpívala v Philadelphia La Scala Opera Company ve Filadelfii (1949–1952). Tam zpívala party v Rigolettovi (Maddalenu), v Lohengrinovi (Ortrudu). V roce 1950 zpívala roli Marty von Schwerlein v Gounodově Faustovi. Tady se na jevišti potkala s jedním z nejslavnějších tenorů Giuseppem di Stefano a také se svým rodákem ze Sučan Rudolfem Petrákem, v té době sólistou New York City Opera.

### Závěr života
Rodina se v roce 1952 vrátila do Evropy. Eugen Gürster pracoval jako kulturní atašé v diplomatických službách v Německu. Rose Delmar zemřela 20. srpna 1968 v Mnichově a tam byla i pochována.